# رنه دونویان
رنه دونویان (انگلیسی: René Donoyan؛ ۸ آوریل ۱۹۴۰ – ۳۰ اکتبر ۲۰۲۱) بازیکن فوتبال اهل فرانسه بود.
از باشگاه‌هایی که در آن بازی کرده‌است می‌توان به باشگاه فوتبال سن-اتین، باشگاه فوتبال نانت، باشگاه فوتبال سوشو، و باشگاه فوتبال لوریان اشاره کرد.